# 天下の台所
天下の台所（てんかのだいどころ）は、江戸時代に物流、商業、経済、金融の中心地であった大坂（大阪）を指したとされる異名。商人の町であったこと、交通の要地に位置していたこと、米をお金に換えることに有利だったことなどがそれを可能にした。全国の藩が大坂に蔵屋敷などを設け、生活物資の多くが一旦生産地より大坂に集められて、再度全国の消費地に送られたからであると言われている。
当時、家の中で家財道具をはじめ物品が数多く存在した場所は台所であった、故に日本を家と考えた場合、多くの物資で溢れかえっていた大坂の様を捉えて「台所」に相当すると考えられていた。
公文書では、天保13年（1843年）に天保の改革による株仲間廃止論に異論を唱えた大坂町奉行阿部正蔵の意見書（「諸色取締方之儀ニ付奉伺候書付」）の中に「大坂表之義は諸国取引第一之場所」「世俗諸国之台所と相唱」という文面が見られる。このため、これを「天下の台所」の由来とする見方が広くなされている。
ただ、正確な用語としては、大阪市史料調査会主任調査員の野高宏之によると、江戸時代の文献に大坂を「諸国之台所」「日本の賄い所」と評する記述は存在するが、「天下之台所」と直接記述した文献は存在しない。ただし、遅くとも1895年(明治28年)までには〝天下の台所〟をもって大阪市の異称となす慣習は確立している。
後、大正時代に幸田成友が『大阪市史 第二』等の叙述中で用いた用語が、一般に広まっていく過程で、江戸時代から存在した言葉と誤解されたことがわかっているらしい。